# Беоад
Беоад (ум. 518 или 519) — епископ ирландский. День памяти — 8 марта.
Святого Беоада (Beoadh) сначала звали Аэод (Aeodh). Приставка Бео- появилась у его имени благодаря считавшейся очевидной святости. Святой Беоад был епископом Ардкарнским. Сохранился колокольчик святого, составлявший предмет поклонения и признаваемый произведением искусства.